# Kosmos 2430
Kosmos 2430 – rosyjski wojskowy satelita wczesnego ostrzegania przed pociskami balistycznymi. Statek typu Oko.
Misja satelity została zakończona 5 stycznia 2019 roku, gdy statek spłonął w atmosferze ziemskiej nad Nową Zelandią.